# オラル空港
オラル空港（オラルくうこう）と日本語で通称される、オラル・アク・ジョル空港（英語: Oral Ak Zhol Airport）、カザフ語でアク・ジョル空港 (Ақжол халықаралық әуежайы/Aqjol halyqaralyq áýejaıy)、ソビエト連邦時代の旧称ではオラルスク・アク・ジョル空港、ないし、ポドステップニイ空港（IATA: URA, ICAO: UARR）は、カザフスタンのオラルの南東12 km (7 mi) に位置する空港。ジャイク川（ウラル川）の南側に位置している。
長らく旧ソ連時代の施設で運用されていたが、2010年代前半に、滑走路やターミナルの整備が進められた。

## 就航している航空会社
2019年現在、この空港には以下の航空会社が就航している。
| 航空会社         | 就航地                         | 注記  |
| ---------------- | ------------------------------ | ----- |
| エア・アスタナ   | ヌルスルタン、フランクフルト   | [ 3 ] |
| フライアリスタン | アルマトイ                     | [ 4 ] |
| カザク・エア     | アティラウ                     | [ 5 ] |
| S7航空           | モスクワ（ドモジェドヴォ空港） |       |
| SCAT航空         | アクタウ                       | [ 6 ] |

2020年7月には、フライアリスタンが新たにアティラウ空港への路線を就航させた。

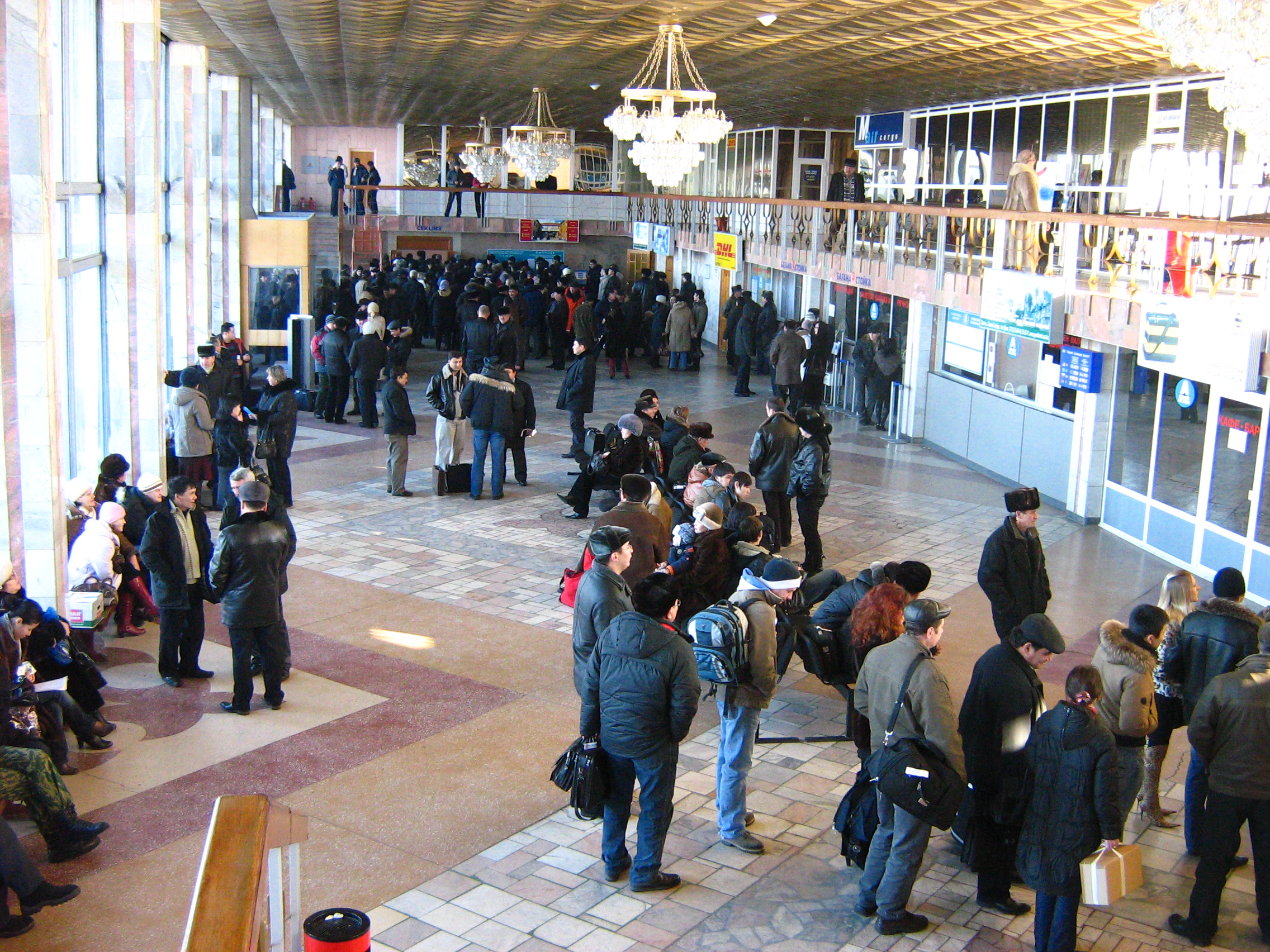
国内線ターミナルのチェックイン・エリア、2008年1月撮影。

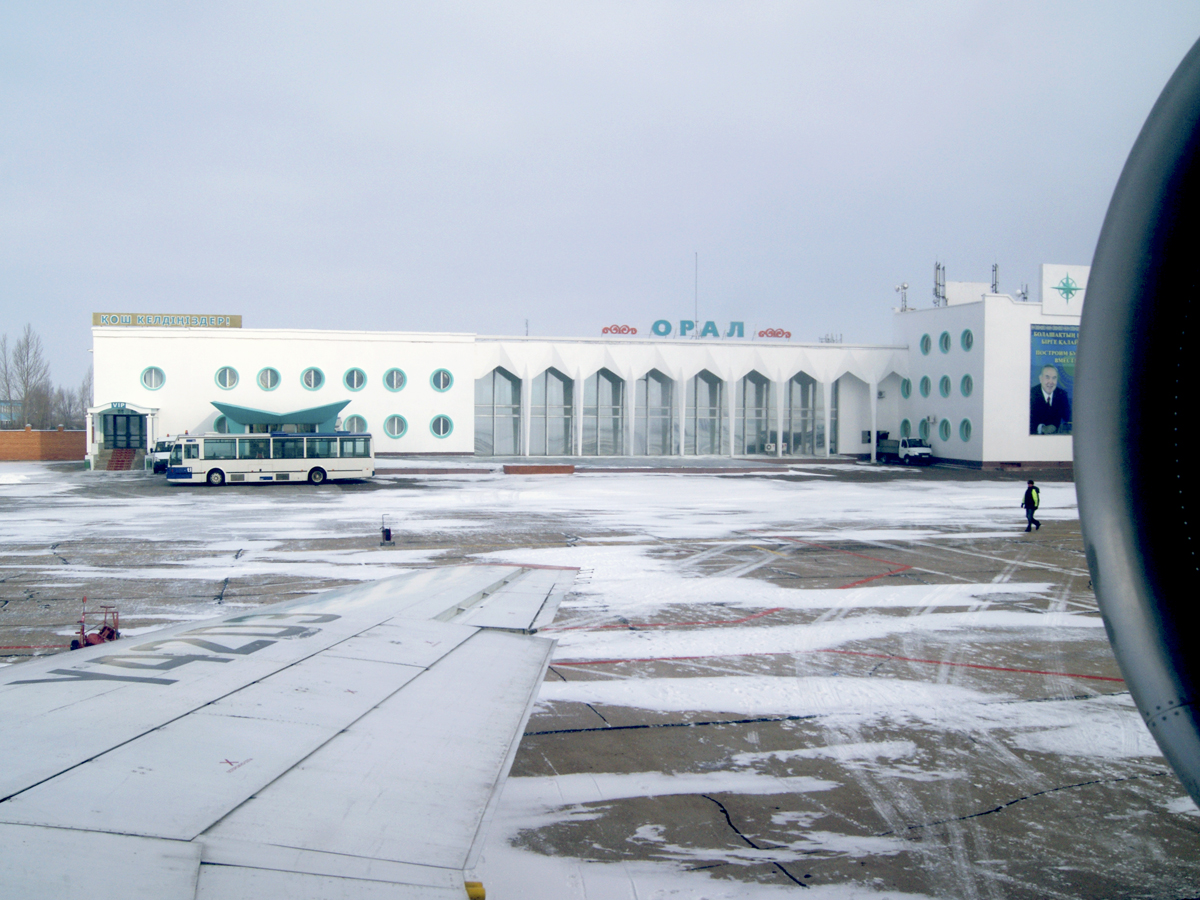
滑走路側から見た国内線ターミナル、2012年3月撮影。

## 実績
2018年、オラル空港は273,095人の旅客と、635トンの貨物を処理した。

### 旅客
| 年     | 2015    | 2016    | 2017    | 2018    |
| 乗客数 | 166 838 | 189 200 | 267 390 | 273 095 |

## おもな事故
- 1985年1月10日、当時のソビエト連邦航空産業省（ロシア語版）傘下の公開株式会社 МАПモスクワが運航するイリューシン Il-14Tが、夜間に着陸を試みた際に、進入高度が低過ぎ、空港の1.３km (0.8ml) 手前に墜落したが、乗員乗客6名に死者は出なかった[9]。
- 2006年4月15日、シドニー発バンコック経由ロンドン行きのBA10便として運航されていたブリティッシュ・エアウェイズのボーイング747が、354人の乗客と18人の乗員を乗せた状態で、コックピットに火災警報灯が点灯し、オラル空港に緊急着陸した。当時、この空港で唯一の滑走路は、中型機の運航用としてしか承認されていなかったが、乗員たちは安全な緊急着陸に成功した。この件では、死者、負傷者は出なかったが、それまでこの空港に定期就航していた最も大きな旅客機はエア・アスタナのボーイング757であったため、空港にはB747の扉の高さに適合する大きさのタラップが用意されていなかった。B747は、そのままでは重すぎて離陸できないと判断され、旅客たちはモスクワとブカレストから回送されたより小さい機材に分乗してロンドンへ送られた[10]。
- 2009年8月28日、キルギスタンの航空会社、イテク・エア のビシュケク発モスクワ行きNGI-631便として運航されていたボーイング737-200が、左エンジンからのオイル漏れで空港に緊急着陸した。着陸は成功し、死傷者はなかった[11][12]。